# Reserva natural cultural Papel Misionero
La reserva natural cultural Papel Misionero es un área natural protegida ubicada en el departamento Guaraní de la provincia de Misiones en la mesopotamia argentina.

Forma parte de la reserva de la biosfera Yabotí, una gran superficie de más de 250 000 ha del centro norte de la provincia de Misiones de elevada riqueza natural.

## Características generales
La reserva fue creada en el año 1995 mediante la ley provincial n.º 3256 sobre una superficie de 10 397 ha pertenecientes a la empresa Papel Misionero, con el objetivo específico de 

[...] garantizar que la comunidad aborigen Jejy (Palmito), perteneciente a la etnia mbyá, de la familia lingüística Guaraní, asentada en la Reserva Natural Cultural creada por la presente Ley, preserve su modo de vida, sus pautas culturales, costumbres ancestrales propias y su hábitat natural y avalará la tenencia y propiedad de las tierras que actualmente ocupan y las que necesiten para su desarrollo futuro.

La actividad industrial de la empresa Papel Misionero había comenzado hacia el año 1975, con fuerte participación estatal, sobre una superficie de bosques de alrededor de 23 500 ha. Hacia mitad de la década de 1990 el estado nacional decidió privatizar la empresa, que fue adquirida por un consorcio privado. En la actualidad, el grupo empresario propietario de Papel Misionero desarrolla su actividad sobre unas 13 000 ha de bosques implantados, respetando la preservación de las casi 10 500 ha de la reserva.
La reserva se encuentra a unos 45 km de la localidad de El Soberbio, en el departamento Guaraní, en el lateral suroeste de la reserva de la biosfera Yabotí, aproximadamente en torno a la posición 26°59′05″S 54°14′23″O / -26.98472, -54.23972.
Su importancia se basa en el hecho de que representa uno de los pocos bosques primarios de la ecorregión de la selva paranaense que permanece absolutamente inalterado, donde se hallan ejemplares de especies amenazadas o vulnerables y en general un ecosistema sin ningún tipo de impacto debido a la acción humana.

## Aspectos culturales
En la reserva viven unas 340 personas de tres comunidades de la etnia Mbya guaraní, en unas 370 ha de terrenos cuyos derechos de posesión han sido reconocidos en diversas instancias y sobre los que disponen de cierta autonomía. Sin embargo, este reconocimiento no implica limitaciones para la utilización que los pobladores puedan realizar de los recursos del bosque, en función de sus prácticas ancestrales y su cultura. El entorno satisface además otros requerimientos, por ejemplo de alimentación o de obtención de elementos para la elaboración de artesanías.

## Flora y fauna
La reserva protege una gran superficie de bosque nativo donde se encuentran ejemplares, a veces gigantescos o en comunidades de gran desarrollo de chachí bravo (Cyathea atrovirens), chachí manso (Alsophyla plagiopteris, Alsophila procera y Dicksonia sellowiana), anchico colorado (Parapiptadenia rigida), rabo-itá (Lonchocarpus leucanthus), laurel negro (Nectandra megapotamica),  guatambú blanco (Balfourodendron riedelianum), yerba mate (Ilex paraguariensis), peteribí (Cordia trichotoma), laurel amarillo (Nectandra lanceolata), guayubirá (Patagonula americana), grapia (Apuleia leiocarpa), pindó (Syagrus romanzoffiana), pino paraná (Araucaria angustifolia) y caña fístula (Cassia fistula), entre otros.
La fauna de la reserva es rica y diversa. Se registraron 37 especies de mamíferos y 243 especies de aves. El bosque es hábitat de algunas especies amenazadas, vulnerables o escasas, como el yaguareté (Panthera onca), el tapir (Tapirus), y la harpía (Harpia harpyja).
El arroyo Paraíso forma el límite noreste del área protegida. Solamente en su entorno se han avistado 56 especies de aves de 12 órdenes diferentes. Se registró la presencia de ejemplares de los jotes cabeza colorada (Cathartes aura) y cabeza negra (Coragyps atratus); los picaflores común (Chlorostilbon lucidus) y garganta blanca (Leucochloris albicollis); el tucán pico verde (Ramphastos dicolorus); el carpinterito cuello canela (Picumnus temminckii); el carpintero campestre (Colaptes campestris); el bailarín azul (Chiroxiphia caudata); los zorzales colorado (Turdus rufiventris), sabiá (Turdus leucomelas) y collar blanco (Turdus albicollis); los fruteros overo (Cissopis leverianus), corona amarilla (Trichothraupis melanops) y coronado (Tachyphonus coronatus); entre otros.